# 北格塔
北格塔，有时也称为格塔，是法罗群岛东岛上的一个村庄。2021年1月时人口数量为655人。
以前格塔是一个单独的市镇，市镇内除了北格塔之外还有其他三个村庄。2009年1月1日，格塔市镇与莱尔维克合并为新的市镇埃斯图尔市镇。北格塔为新市镇的行政中心。

## 体育
北格塔最受欢迎的休闲活动是足球。本地的足球俱乐部为格塔维京人（以前的名称为格塔体育会）。